# Józef Brandt
Józef Brandt (11. února 1841 Szczebrzeszyn – 12. června 1915 Radom) byl polský malíř, představitel Mnichovské školy. Proslavil se především obrazy bitev.

## Život
Pocházel z bohaté rodiny varšavských lékařů, roku 1824 povýšené do šlechtického stavu. Když mu bylo pět let, zemřel mu otec, a tak se s matkou přestěhovali k rodině na panství Grzmiące u Radomi.
Střední vzdělání získal na Institutu šlechty v roce 1858 a v roce 1859 se zapsal na École des Ponts et Chaussées v Paříži, která ho měla připravit na povolání inženýra. V Paříži se ale seznámil s Juliuszem Kossakem, který ho přesvědčil, aby se věnoval umění. Poté několik měsíců studoval v ateliéru Léona Cognieta. Na podzim roku 1860 se vrátil do Varšavy, poté se s Kossakem vydal na Ukrajinu a do Podolí. Debutoval v roce 1861 na výstavě Společnosti pro povzbuzení výtvarného umění.
V roce 1862 odešel studovat do Mnichova, na Akademii výtvarných umění ho vedl Karl von Piloty, studoval také v soukromém ateliéru německého malíře bitev Franze Adama. V roce 1869 byl do sbírky rakouského císaře Františka Josefa zakoupen Brandtův obraz Návrat z Vídně – Tábor.
V roce 1870 se díky své popularitě mezi německými kritiky a sběrateli natrvalo usadil v Mnichově, kde si otevřel ateliér. Od roku 1875 vedl soukromou malířskou školu a stal se vedoucím tzv. mnichovské školy polského malířství, s níž byli spojeni Aleksander Gierymski, Bohdan Kleczyński, Alfred Kowalski, Tadeusz Ajdukiewicz, Wojciech Kossak nebo Leon Wyczółkowski. Tvořil především žánrové a bitevní obrazy, ale také historické obrazy vztahující se ke kozáckým a tatarským bitvám a švédským válkám 17. století. Brandt měl silný vliv i na polskou literaturu (zejm. na Henryka Sienkiewicze). V roce 1875 byl jmenován členem Berlínské akademie umění.
V roce 1877 se oženil s Helenou Pruszakowou rozenou Woyciechowskou (1847-1938), majitelkou vesnice Orońsko u Radomi. Panství se rychle stalo místem tvůrčí práce nejen pro Brandta, ale také pro jeho přátele malíře, kteří o místě žertem hovořili jako o "Svobodné oroňské akademii". V roce 1900 byl Brandt zvolen čestným členem Akademie výtvarných umění v Praze. Přízeň umělecké kritiky ho ovšem opustila, ta povětšinou považuje jeho práce po roce 1900 za manýru a rutinu. V důsledku první světové války byla rodina Brandtových v roce 1915 nucena opustit Orońsko. Malíř zemřel brzy na to ve svém bytě v Radomi. Svou sbírku starých zbraní, kostýmů, hudebních nástrojů a historických rekvizit odkázal polskému národu.